# Podgórze (powiat łomżyński)
Podgórze – wieś w Polsce, położona w województwie podlaskim, w powiecie łomżyńskim, w gminie Łomża.
| SIMC    | Nazwa     | Rodzaj    |
| ------- | --------- | --------- |
| 0400981 | Pociejewo | część wsi |

Wierni kościoła rzymskokatolickiego należą do rektoratu pw. św. Antoniego Padewskiego w Podgórzu.

## Historia
Wieś notowana przez historyków już ok. 1240 roku. Niewątpliwie była zapleczem dla dworu królewskiego w Starej Łomży.
W latach 1921–1939 wieś leżała w województwie białostockim, w powiecie łomżyńskim, w gminie Kupiski.
Według Powszechnego Spisu Ludności z 1921 roku wieś zamieszkiwało 399 osób w 61 budynkach mieszkalnych. Miejscowość należała do parafii rzymskokatolickiej w Łomży. Podlegała pod Sąd Grodzki i Okręgowy w Łomży; właściwy urząd pocztowy mieścił się w Łomży.
W wyniku napaści ZSRR na Polskę we wrześniu 1939 miejscowość znalazła się pod okupacją sowiecką. Od czerwca 1941 roku pod okupacją niemiecką. Od 22 lipca 1941 do 1945 włączona w skład Landkreis Lomscha, Bezirk Bialystok III Rzeszy.
W latach 1975–1998 miejscowość administracyjnie należała do województwa łomżyńskiego.
W 2016 r. ukazała się książka „Podgórze i Podgórzacy”napisana przez pochodzącego z Podgórza red. Wawrzyńca Kłosińskiego – wieloletniego redaktora prasy, radia i telewizji. Monografia jest pierwszym profesjonalnym zapisem historii wsi i jej współczesności – bogato ilustrowana. Wstęp prof. Adama Cz. Dobrońskiego z Uniwersytetu w Białymstoku czyni książkę wiarygodnym i cennym źródłem informacji.